# ميخائيل باكوس
ميخائيل باكوس (بالألمانية: Michael Bakos)‏ هو لاعب هوكي جليد ألماني، ولد في 2 مارس 1979 في آوغسبورغ في ألمانيا.

## وصلات خارجية
- ميخائيل باكوس على موقع EliteProspects.com (الإنجليزية)
- ميخائيل باكوس على موقع Eurohockey.com (الإنجليزية)
- ميخائيل باكوس على موقع HockeyDB.com (الإنجليزية)
- ميخائيل باكوس على موقع أوليمبيديا (الإنجليزية)